# Thomas Kappeler
Thomas Kappeler (* 12. Februar 1953; † 30. Mai 2022) war ein Schweizer Mathematiker und Hochschullehrer.
Kappeler forschte insbesondere in den Gebieten globale Analysis, partielle Differentialgleichungen und dynamische Systeme in unendlicher Dimension.

## Ausbildung
Thomas Kappeler studierte an der ETH Zürich Mathematik und wurde dort mit der Arbeit Bilineare Integrale (Analysis) 1981 bei Corneliu Constantinescu promoviert. Zusätzlich schloss er an der Universität St. Gallen ein Wirtschaftsstudium ab.

## Wirken
In den USA war er als Visiting Professor an der University of California, Berkeley, der University of Pennsylvania, der Brandeis University und der Brown University tätig. Er hielt eine Professur für Mathematik an der Ohio State University von 1990 bis 1996. Dann folgte er einer Berufung als Mathematikprofessor an die Universität Zürich.
Zu seinen Forschungsschwerpunkten zählten Globale Analysis und Dynamische Systeme (mit unendlicher Dimension). Er arbeitete insbesondere an der Analyse von Lösungen der Korteweg-de-Vries-Gleichung unter Verwendung von Methoden aus dem Bereich der  dynamischen Systeme.
Ein spezielles Anliegen war ihm die Förderung junger Talente. So war er Co-Leiter des Mathe-Clubs für helle Köpfe zusammen mit Camillo De Lellis. Sie förderten u. a. den jungen Maximilian Janisch.

## Veröffentlichungen
Kappeler veröffentlichte mehr als 150 wissenschaftliche Publikationen und schrieb zwei Bücher über Partielle Differenzialgleichungen.
Siehe auch: ACM Digital Library
- mit Amy Cohen: Scattering and inverse scattering for steplike potentials in the Schrödinger equation. In: Indiana University Mathematics Journal. 34. Jg., 1985, S. 127–180.
- mit Dan Burghelea, Leonid Friedlander: Mayer-Vietoris type formula for determinants of elliptic differential operators. In: Journal of Functional Analysis. 107. Jg., 1992, S. 34–65.
- mit Walter Craig, Walter Strauss: Microlocal dispersive smoothing for the Schrödinger equation. In: Communications on Pure and Applied Mathematics. 48. Jg., 1995, S. 769–860.
- mit Dan Burghelea, Leonid Friedlander, Patrick McDonald: Analytic and Reidemeister torsion for representations in finite type Hilbert modules. In: Geometric and Functional Analysis. 6. Jg., 1996, S. 751–859.
- mit Jürgen Pöschel: KDV & KAM. In: Ergebnisse der Mathematik und ihrer Grenzgebiete. 3. Reihe, Nr. 45, Springer, 2003.
- mit Peter Topalov: Global wellposedness of KDV in H−1(T,R). In: Duke Mathematical Journal. 135. Jg., 2006, S. 327–360.
- mit Adrian Constantin, Boris Kolev, Peter Topalov: On geodesic exponential maps of the Virasoro group. In: Annals of Global Analysis and Geometry. 31. Jg., 2007, S. 155–180.
- mit Maxim Braverman: Refined analytic torsion. In: Journal of Differential Geometry. 78. Jg., 2008, S. 193–267.
- mit Andreas Henrici: Resonant normal form for even periodic FPU chains. In: Journal of the European Mathematical Society. 11. Jg., 2009, S. 1025–1056.
- Andreas Henrici und Thomas Kappeler: Nekhoroshev theorem for the periodic Toda lattice. In: Chaos. Band 19, Nr. 3, 2009, doi:10.1063/1.3196783.
- mit Benoit Grébert: The defocusing NLS equation and its normal form. In: EMS Series of Lectures in Mathematics. 2014.
- mit Rémi Carles: Norm-inflation with infinite loss of regularity for periodic NLS equations in negative Sobolev spaces. In: Bulletin de la Société Mathématique de France. 145. Jg., 2017, S. 623–642.
- mit Massimiliano Betti, Riccardo Montalto: (Large) KAM tori for perturbations of the debouching NLS equation. In: Astérisque (Société Mathématique de France). Nr. 403, 2018.